# هوبارت هينلي
هوبارت هينلي (بالإنجليزية: Hobart Henley)‏ هو كاتب سيناريو ومخرج وممثل أمريكي، ولد في 23 نوفمبر 1887 في لويفيل في الولايات المتحدة، وتوفي في 22 مايو 1964 في بيفرلي هيلز في الولايات المتحدة.

## وصلات خارجية
- هوبارت هينلي على موقع IMDb (الإنجليزية)
- هوبارت هينلي على موقع ألو سيني (الفرنسية)
- هوبارت هينلي على موقع أول موفي (الإنجليزية)
- هوبارت هينلي على موقع قاعدة بيانات الأفلام السويدية (السويدية)
- هوبارت هينلي على موقع قاعدة بيانات الفيلم (الإنجليزية)
- هوبارت هينلي على موقع كينوبويسك (الروسية)